# Candler-McAfee
Candler-McAfee – jednostka osadnicza w Stanach Zjednoczonych, w stanie Georgia, w hrabstwie DeKalb.